# Michele Placido

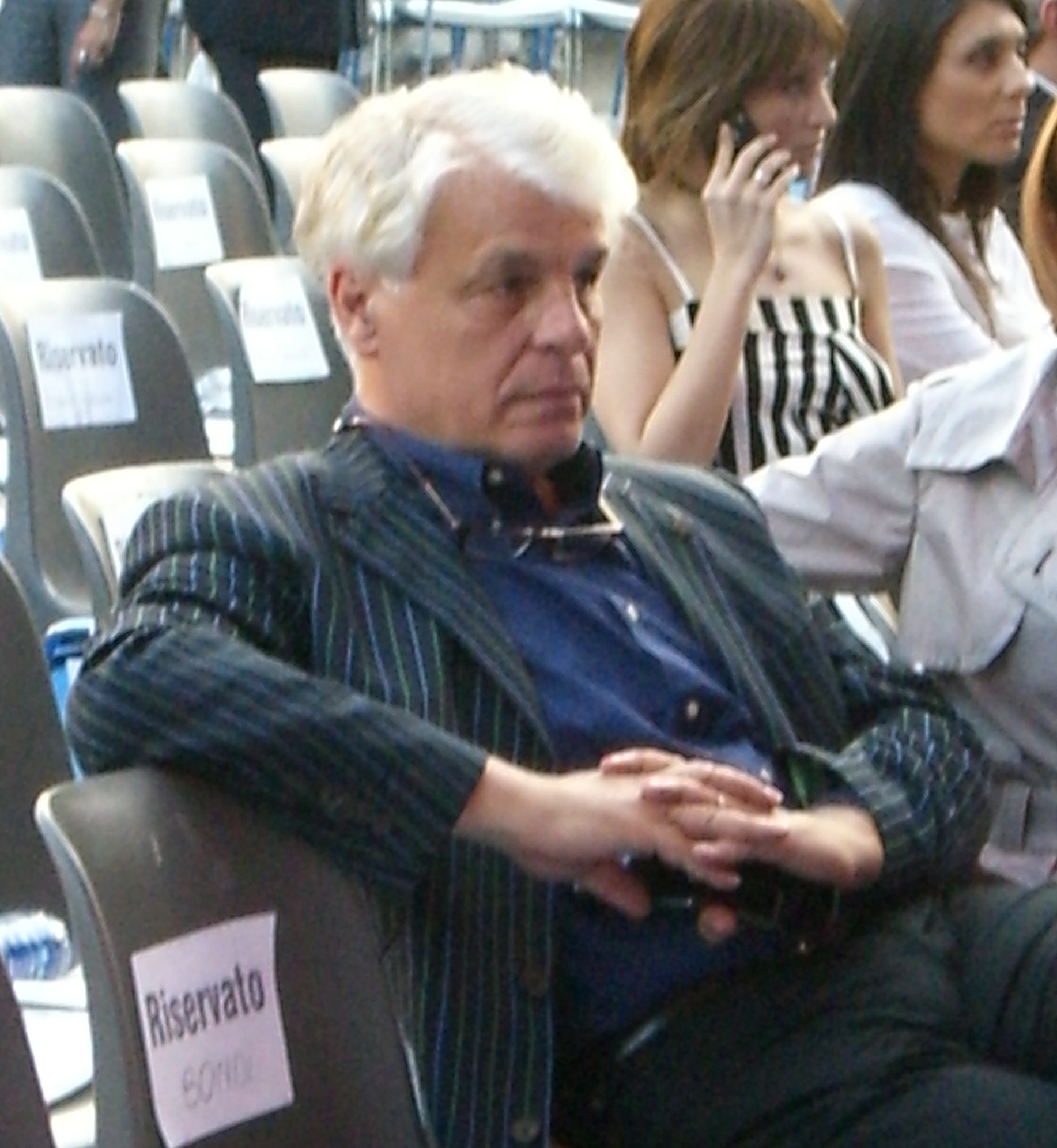
Michele Placido (2008)

Michele Placido (* 19. Mai 1946 in Ascoli Satriano) ist ein italienischer Schauspieler, Regisseur und Drehbuchautor, der ab 1984 als Hauptdarsteller der erfolgreichen Serie Allein gegen die Mafia bekannt wurde.

## Leben
Placidos Vater stammt aus Rionero in Vulture und ist ein Nachfahre des berühmten Banditen Carmine Crocco. Nach einer Schauspielausbildung an der Accademia nazionale d’arte drammatica in Rom hatte er 1969 sein Bühnendebüt in einer Inszenierung des Orlando furioso von Ludovico Ariosto. Erste Filmauftritte hatte er in Carlo Di Palmas Theresa, die Diebin (1973) und Lucio De Caros Das Urteil – Prozeß im Schnellverfahren (1974). Ab 1975 wandte er sich vom Komödiengenre ab und spielte vornehmlich in sozialkritischen Filmdramen, die im Süden Italiens spielten, wie Triumphmarsch (1976) von Marco Bellocchio und Drei Brüder (1981) von Francesco Rosi. Internationale Berühmtheit erlangte er durch die Rolle des Kommissars Corrado Cattani in der erfolgreichen italienischen Fernsehserie Allein gegen die Mafia, in der er als Polizist im Alleingang gegen die Mafia kämpft. Nach vier Jahren zog er sich aus der Serie zurück und knüpfte mit Marco Risis Für immer Mery (1989) in der Rolle eines Gefängnislehrers in Palermo wieder an seine Arbeit im sozialkritisch-neorealistischen Film an. 1994 trat er in Gianni Amelios preisgekröntem Film Lamerica auf. Seine intensiven und leidenschaftlichen Porträts von Gescheiterten sowie von zu allem entschlossenen Menschen machten ihn zu einem der gefragtesten Darsteller seines Landes.
1990 hatte Placido sein Debüt als Filmregisseur mit Der lange Weg nach Norden, der die Lebensverhältnisse illegaler Einwanderer in Italien darstellte. Auch sein zweiter Film Endstation Mord (1992) – eine Inzestgeschichte – erlangte weite Beachtung.
Placido war verheiratet mit der Schauspielerin Simonetta Stefanelli, mit der er drei Kinder hat: die Schauspielerin Violante Placido, den Filmproduzenten Michelangelo Placido, sowie den Schauspieler Brenno Placido. Die Ehe wurde 1994 geschieden.

## Auszeichnungen
Im Jahr 1979 erhielt Placido für seine Rolle als homosexueller Arbeiter in Ernesto auf der Berlinale 1979 den Silbernen Bären als Bester Schauspieler. Für Allein gegen die Mafia wurde er 1984 mit dem Goldenen Gong ausgezeichnet und 1989 mit einem Bambi geehrt. 2009 erhielt er für seinen Spielfilm Il grande sogno eine Einladung in den Wettbewerb der 66. Filmfestspiele von Venedig.

## Filmografie (Auswahl)
Darsteller
- 1973: Auch Killer müssen sterben (La Mano Nera)
- 1973: Theresa, die Diebin (Teresa la ladra)
- 1974: Kennen Sie meine Frau (Romanzo popolare)
- 1974: Moses (Mosè) (Fernseh-Miniserie)
- 1974: Das Urteil – Prozeß im Schnellverfahren (Processo per direttissima)
- 1974: Wie tief bin ich gesunken (Mio Dio, come sono caduta in basso!)
- 1975: Ein göttliches Geschöpf (Divina creatura)
- 1975: Sommernächte… und alle Grillen lachen (Peccati in famiglia)
- 1975: Triumphmarsch (Marcia trionfale)
- 1976: Agnes geht in den Tod (L’Agnese va a morire)
- 1976: La Orca – Gefangen, geschändet, erniedrigt (La Orca)
- 1976: Liebe ist etwas Zärtliches (Io sono mia)
- 1976: Magnum 45 (E tanta paura)
- 1977: Wilde Früchte (Oedipus Orca)
- 1977: Blutiger Zahltag (La ragazza del pigiama giallo)
- 1977: Kleinhoff Hotel
- 1977: Strandgeflüster (Casotto)
- 1978: Der Aufstieg des Paten (Corleone)
- 1979: Ernesto
- 1979: Der Sprung ins Leere (Salto nel vuoto)
- 1979: Die Wiese (Il prato)
- 1979: Ein Mann auf den Knien (Un uomo in ginocchio)
- 1979: Ein total versautes Wochenende (Sabato, Domenica e Venerdì)
- 1980: Lulu
- 1980: Die Flügel der Taube (Les Ailes de la colombe)
- 1980: Fontamara
- 1981: Drei Brüder (Tre fratelli)
- 1983: Ars Amandi – Die Kunst der Liebe (L’Art d’aimer)
- 1983: Sciopèn
- 1984–1989: Allein gegen die Mafia (La piovra, Fernsehserie)
- 1985: Pizza Connection (The Pizza Connection)
- 1986: Reich und gnadenlos (Notte d’estate con profilo greco, occhi a mandorla e odore di basilico)
- 1987: Träume der Liebe (Ti presento un’amica)
- 1987: Zwei mal Zwei (Big Business)
- 1988: Der Abschiedsbrief (Via Paradiso)
- 1989: Für immer Mery (Mery per sempre)
- 1990: Die Verurteilung (La condanna)
- 1991: Afghan Breakdown – Hölle ohne Ausweg (Афганский излом)
- 1992: Endstation Mord (Le amiche del cuore)
- 1993: Giovanni Falcone – Im Netz der Mafia (Giovanni Falcone)
- 1993: Blutroter Schnee (Drug Wars) (Fernsehfilm)
- 1994: Der Fall Sindona (Un eroe borghese, auch Regie)
- 1994: Cops (Poliziotti)
- 1994: Lamerica
- 1999: La Balia
- 2003: Soraya
- 2004: L’odore del sangue
- 2005: Romanzo Criminale
- 2006: Commediasexi
- 2006: Eiskalt (Arrivederci amore, ciao)
- 2006: Der Italiener (Il Caimano)
- 2006: Karol – Papst und Mensch (Karol – Un Papa rimasto uomo)
- 2006: Die Unbekannte (La sconosciuta)
- 2008: Die Trauer der Frau Schneider (Trishtimi i zonjës Shnajder)
- 2008: L’ultimo padrino
- 2009: Baarìa (Baarìa – La porta del vento)
- 2012: The Lookout – Tödlicher Hinterhalt (Le guetteur)
- 2016: 7 minutii
- 2022: Der Schatten von Caravaggio (L’ombra di Caravaggio)

Regisseur
- 1990: Der lange Weg nach Norden (Pummarò, auch Drehbuch und Darsteller)
- 1992: Endstation Mord (Le amiche del cuore, auch Drehbuch und Darsteller)
- 2002: Un viaggio chiamato amore
- 2005: Romanzo criminale
- 2009: Il grande sogno
- 2010: Engel des Bösen – Die Geschichte eines Staatsfeindes (Vallanzasca: Gli angeli del male)
- 2012: The Lookout – Tödlicher Hinterhalt (Le guetteur)
- 2017: Suburra: Blood on Rome (Fernsehserie, 2 Folgen)
- 2022: Der Schatten von Caravaggio (L’ombra di Caravaggio, auch Drehbuch)